# Puchar Narodów Afryki 2019 (kwalifikacje)/Grupa G
W grupie G eliminacji Pucharu Narodów Afryki 2019 grają:
- Demokratyczna Republika Konga
- Kongo
- Zimbabwe
- Liberia

## Tabela
| Msc. | Zespół                            | M | W | R | P | Br+ | Br- | +/- | Pkt |
| ---- | --------------------------------- | - | - | - | - | --- | --- | --- | --- |
| 1    | Zimbabwe (A)                      | 6 | 3 | 2 | 1 | 9   | 4   | +5  | 11  |
| 2    | Demokratyczna Republika Konga (A) | 6 | 2 | 3 | 1 | 8   | 6   | +2  | 9   |
| 3    | Liberia                           | 6 | 2 | 1 | 3 | 5   | 9   | -4  | 7   |
| 4    | Kongo                             | 6 | 1 | 2 | 3 | 7   | 10  | -3  | 5   |

|                               | Zimbabwe | Demokratyczna Republika Konga | Kongo | Liberia |
| ----------------------------- | -------- | ----------------------------- | ----- | ------- |
| Zimbabwe                      | X        | 1:1                           | 2:0   | 3:0     |
| Demokratyczna Republika Konga | 1:2      | X                             | 3:1   | 1:0     |
| Kongo                         | 1:1      | 1:1                           | X     | 3:1     |
| Liberia                       | 1:0      | 1:1                           | 2:1   | X       |

## Wyniki

### Kolejka 1
| 10 czerwca 2017 19:30 CET | Demokratyczna Republika Konga · Bakambu 20', 56' · Mbemba 90+1' | 3:1(1:1)Raport | Kongo · Bifouma 45+2' | Stade des Martyrs, Kinszasa Sędzia: Hamada Nampiandraza |
|                           |                                                                 |                |                       |                                                         |

| 11 czerwca 2017 15:00 CET | Zimbabwe · Musona 40', 50', 63' | 3:0(1:0)Raport | Liberia | Narodowy Stadion Sportowy, Harare Sędzia: Alex Muhabi |
|                           |                                 |                |         |                                                       |

### Kolejka 2
| 9 września 2018 16:30 CET | Kongo · Bifouma 50' | 1:1(0:1)Raport | Zimbabwe · Billiat 22' | Stade Alphonse Massemba-Débat, Brazzaville Sędzia: Victor Gomes |
|                           |                     |                |                        |                                                                 |

| 9 września 2018 18:00 CET | Liberia · Jebor 62' | 1:1(0:0)Raport | Demokratyczna Republika Konga · Elia 83' | Samuel Kanyon Doe Sports Complex, Paynesville Sędzia: Boubou Traore |
|                           |                     |                |                                          |                                                                     |

### Kolejka 3
| 11 października 2018 16:30 CET | Kongo · Ndockyt 15' · Ibara 61' · Oniangué 89' | 3:1(1:0)Raport | Liberia · Johnson 47' | Stade Alphonse Massemba-Débat, Brazzaville Sędzia: Abdullahi Shuaibu |
|                                |                                                |                |                       |                                                                      |

| 13 października 2018 19:30 CET | Demokratyczna Republika Konga · Bolasie 90+2' | 1:2(0:1)Raport | Zimbabwe · Pfumbidzai 21' · Musona 68' | Stade des Martyrs, Kinszasa Sędzia: Rédouane Jiyed |
|                                |                                               |                |                                        |                                                    |

### Kolejka 4
| 16 października 2018 19:00 CET | Zimbabwe · Billiat 2' | 1:1(1:1)Raport | Demokratyczna Republika Konga · Hadebe 24' (sam.) | Narodowy Stadion Sportowy, Harare Sędzia: Gehad Grisha |
|                                |                       |                |                                                   |                                                        |

| 16 października 2018 20:00 CET | Liberia · Teah 7' · Jebor 11' | 2:1(2:1)Raport | Kongo · Ibara 12' | Samuel Kanyon Doe Sports Complex, Monrovia Sędzia: Blaise Yuven Ngwa |
|                                |                               |                |                   |                                                                      |

### Kolejka 5
| 18 listopada 2018 15:30 CET | Kongo · Bifouma 38' | 1:1(1:1)Raport | Demokratyczna Republika Konga · Kasongo 25' | Stade Alphonse Massemba-Débat, Brazzaville Sędzia: Sidi Alioum |
|                             |                     |                |                                             |                                                                |

| 18 listopada 2018 17:00 CET | Liberia · Jebor 72' | 1:0(0:0)Raport | Zimbabwe | Samuel Kanyon Doe Sports Complex, Monrovia Sędzia: Maguette N’Diaye |
|                             |                     |                |          |                                                                     |

### Kolejka 6
| 24 marca 2019 14:00 CET | Zimbabwe · Billiat 20' · Musona 36' | 2:0(2:0)Raport | Kongo | Narodowy Stadion Sportowy, Harare Sędzia: Mohamed El Fadil |
|                         |                                     |                |       |                                                            |

| 24 marca 2019 14:00 CET | Demokratyczna Republika Konga · Bakambu 52' | 1:0(0:0)Raport | Liberia | Stade des Martyrs, Kinszasa Sędzia: Maguette N’Diaye |
|                         |                                             |                |         |                                                      |

## Strzelcy
5 goli
- Knowledge Musona

3 gole
- Cédric Bakambu
- Thievy Bifouma
- William Jebor
- Khama Billiat

2 gole
- Prince Ibara

1 gol
- Yannick Bolasie
- Meshack Elia
- Kabongo Kasongo
- Chancel Mbemba Mangulu
- Merveil Ndockyt
- Prince Oniangué
- Sam Johnson
- Dennis Teah
- Ronald Pfumbidzai

Gole samobójcze
- Teenage Hadebe (dla Demokratycznej Republiki Konga)